# گوتناکر
گوتناکر (به آلمانی: Gutenacker) یک شهر در آلمان است که در Verbandsgemeinde Katzenelnbogen واقع شده‌است. گوتناکر ۳۸۸ نفر جمعیت دارد.